# Reisalpe–Hegerberg
Der Zug Reisalpe–Hegerberg, auch als Reisalpengruppe genannt, ist die Hauptgruppe der Gutensteiner Alpen, einer nördlichen Voralpengruppe in Niederösterreich.

## Geographie

### Lage und Landschaft
Der Reisalpe–Hegerberg-Zug befindet sich um die 25 Kilometer südlich von Sankt Pölten, zwischen Traisental, Gölsental und Schwarzatal, und erstreckt sich in Nord-Süd-Richtung etwa 20 km, bei einer Breite von bis zu 13 km. Zentral in der Gruppe liegt die Reisalpe, ein 1399 m ü. A. hoher Kalkstock, der der höchste Gipfel der Gutensteiner Alpen ist. Am Südende der Gruppe erhebt sich der 1179 m ü. A. hohe Hegerberg, der schon zum Alpenhauptkamm in seinem nordöstlichen Ausläufer gehört.
Bis auf die Gipfelschroffen der Reisalpe, die schon gegen die Baumgrenze hin ansteigen, ist die Gruppe eine sanfte, bewaldete Landschaft von Mittelgebirgscharakter.

### Umgrenzung und benachbarte Gebirgsgruppen
Nach der österreichischen Gebirgsgruppengliederung nach Trimmel hat die Gruppe die Nummer 1866 und gehört als Teilgruppe zu den Gutensteiner Alpen (1860, AVE 23), einer Untergruppe der Niederösterreichischen Kalkalpen (1800).
Sie umgrenzt sich nach Trimmel (von Nordwest im Uhrzeigersinn, Grenzzüge kursiv, Hoch- und Tiefpunkte mit Kote):
- im Norden die Gölsen (Mündung 346 m ü. A. bei Traisen Markt) bis Mündung Halbach bei Rainfeld zum Alpenvorland-Gebiet zwischen Tulln und Wiener Pforte (1917)
- in Osten Halbachtal über Kleinzell bis Kalte Kuchl (728 m ü. A.) – Langseitegerinne bis Mündung in den Zellenbach zum Zug Unterberg–Jochart (1867)
- im Südosten kurz Zellenbach abwärts bis Mündung (636 m ü. A.) bei Gschaiderwirt zur Gruppe Handlesberg–Haberkogel (1865)
- im Süden Schwarza (bei Trimmel als Tiefentalbach genannt) aufwärts – Trauchbach aufwärts bis Trauch zum Obersberg (1843, wird zum Göller-Gippel-Zug 1840 gezählt)
- im Südwesten Wassertal – Sattel zwischen Haselstein und Schwaigerkogel (ca. 903 m ü. A.) – Seebach bis zur Mündung bei St. Aegyd am Neuwalde-Kroatendorf zum Gippel (1842)
- im Westen Unrechttraisen abwärts über Hohenberg bis Freiland zur Gruppe des Türnitzer Höger (1835, Türnitzer Alpen 1830)
- im Nordwesten Traisen abwärts über Lilienfeld bis Mündung der Gölsen zum Bergland zwischen Pielach und Traisen (1837)

### Gliederung und Gipfel

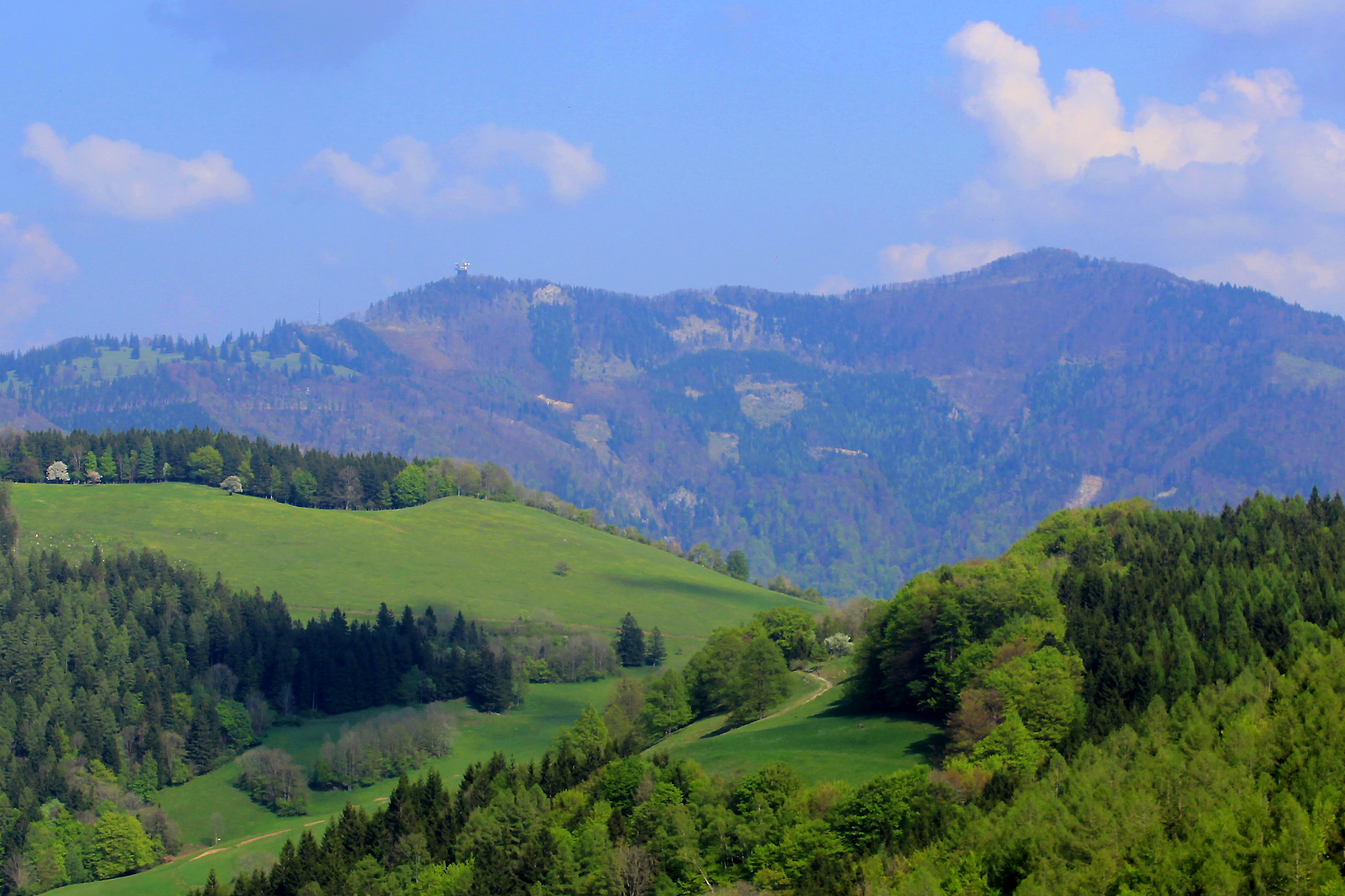
Nordwestkamm der Gruppe: Muckenkogel links und Traisener Hinteralm rechts, von Westen

Die Gruppe hat insgesamt eine charakteristische Y-Form.
- Der südliche Kamm wird zwischen Reisalpe und Hegerberg nur bis gut 900 m hoch und zeigt einige unbedeutendere Gipfel. Südlich des Hegerbergs werden noch der Größenberg (1102 m ü. A., mit Kleiner Größenberg) wie auch Tettenhengst (958 m ü. A.) und Steinaberg (950 m ü. A.), also die Berge beiderseits der Grünen Schwarza, zur Gruppe gerechnet.

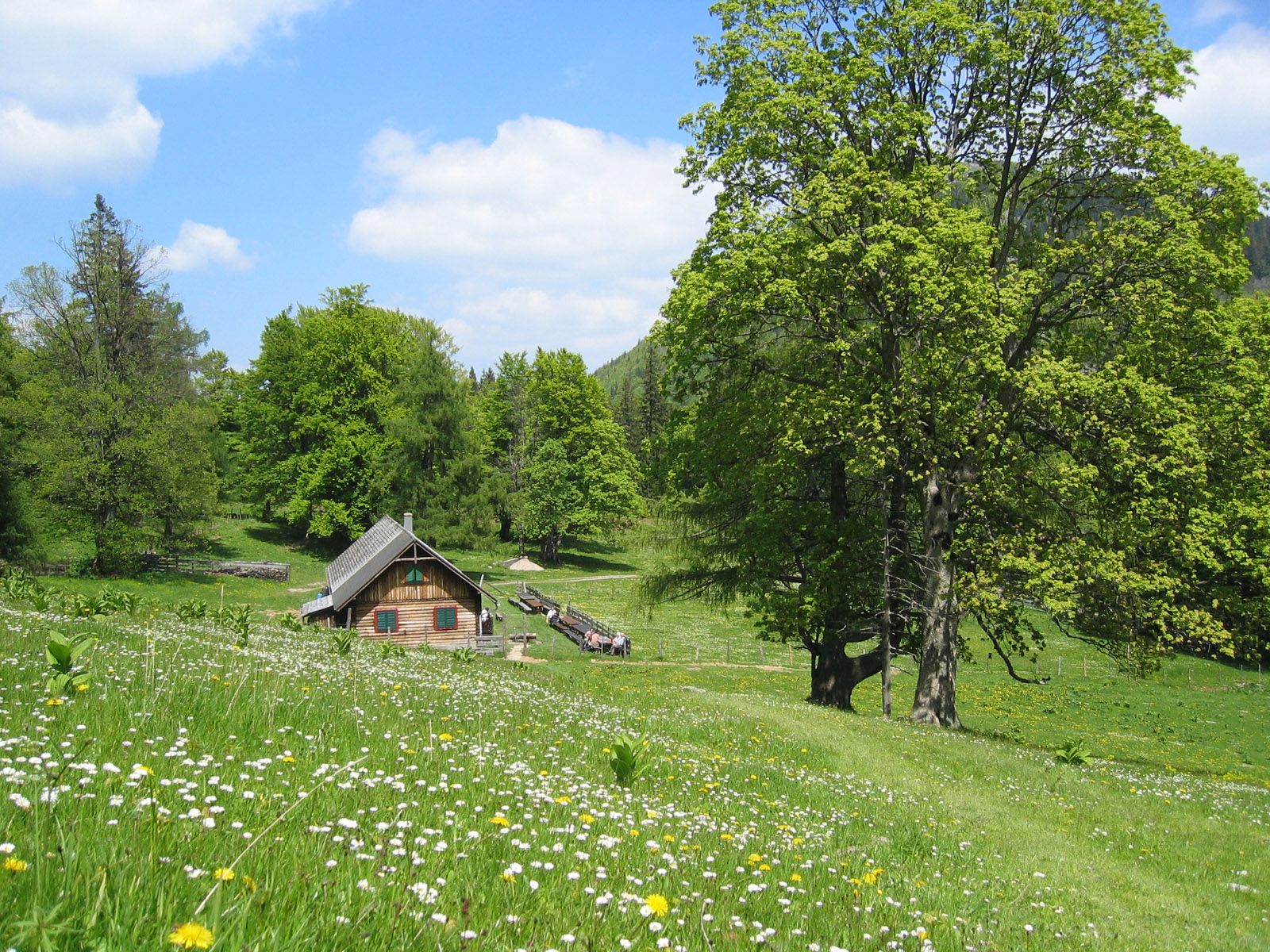
Die Kleinzeller-Hinteralm an der Nordseite der Reisalpe

Von Norden dringt das Wiesenbachtal in die Gruppe vor.
- Der nordwestliche Grat zweigt knapp südlich der Reisalpe ab und zieht sich über Hinteralm (1311 m ü. A.) und Muckenkogel (1248 m ü. A.) gegen Lilienfeld (Kolmberg/Steinhofberg, 956 m ü. A.) und Traisen hinunter, wo die Kammlinie schon besiedelt ist.
- Der nordöstliche Grat ist mehrfach gegliedert. Dort sind der Hochstaff (1305 m ü. A.), der Sengenebenberg (1104 m ü. A., nördlichster 1000er der Alpen) oder das  Schwarzwaldeck (1073 m ü. A.) nennenswertere Berge. Sonst liegen auf den Höhen und in den Gräben mehrere Ortschaften von Kleinzell und St. Veit.